# Gelyella monardi
Gelyella monardi is een eenoogkreeftjessoort uit de familie van de Gelyellidae. De wetenschappelijke naam van de soort is voor het eerst geldig gepubliceerd in 1988 door Moeschler & Rouch.